# Grote pantserjuffer
De grote pantserjuffer (Lestes macrostigma) is een libellensoort uit de familie van de pantserjuffers (Lestidae), onderorde juffers (Zygoptera).
De wetenschappelijke naam van de soort is voor het eerst geldig gepubliceerd in 1836 door Eversmann.